# Rauschthermometer
Beim elektrischen Rauschthermometer verwendet man die Spannung des thermischen Widerstandsrauschens eines Metallwiderstandes, um direkt auf die absolute Temperatur zu schließen. Es ist somit ein Primärthermometer.
Das thermische Rauschen (Johnson-Rauschen) wird verursacht durch Dichteschwankungen der Transportelektronen aufgrund deren thermischer Bewegung. Für hinreichend kleine Frequenzen f lässt sich der Effektivwert dieser Spannung schreiben als
{\displaystyle U_{R}={\sqrt {4k_{B}\cdot T\cdot R\cdot \Delta f}}}
mit {\displaystyle k_{B}} der Boltzmannkonstante, {\displaystyle R} dem Widerstand, {\displaystyle \Delta f} der Bandbreite und {\displaystyle T} der absoluten Temperatur.
Um diese „Nutzrauschspannung“ einer Messung zugänglich zu machen und nicht durch das Rauschen eines Verstärkers zu verfälschen, wird die thermische Rauschspannung mittels zwei gleicher Verstärker und eines Kreuzkorrelators verstärkt.